# Зенит-2М
Зенит-2М, Зенит-2СБ или Зенит-2СЛБ е украинска ракета носител, производна на ракетата Зенит-3СЛ. Член е на ракетното семейство Зенит и е построена от конструкторско бюро Южное. Ракетата представлява модернизирана версия на Зенит-2, към която са добавени подобрения от програмата Морски старт.
Изстрелванията на Зенит-2М са извършвани от космодрума Байконур, ракетана площадка 45/1. Изстрелванията правени от наземен старт използват обозначенията 2СЛБ, докато тези правини от руската космическа агенция Роскосмос използват обозначението 2М.
Първото изстрелване на Зенит-2М е направено на 29 юни 2007 г. Товарът е изкуствен спътник предназначен за Руските космически войски. Към 2009 година няма планирани комерсиални полети, а детайлите към военните изстрелвания са секретни и не се разпространяват.